# The Witness (videogioco 2016)
The Witness è un videogioco rompicapo del 2016, sviluppato e pubblicato da Thekla Inc. per Microsoft Windows, Xbox One e PlayStation 4. Ispirato da Myst, il gioco prevede l'esplorazione Open world di un'isola molto colorata, ricca di enigmi ambientali e puzzle di ogni sorta da risolvere. Interagendo con labirinti e pannelli, il giocatore cerca di farsi strada intorno all'isola, determinando e risolvendo puzzle di varia complessità basandosi su indizi e registrazioni audio sparse per l'intero terreno di gioco.
Inizialmente annunciato per il 2009, The Witness ha avuto un lungo e faticoso periodo di sviluppo. Blow ha iniziato lo sviluppo del gioco nel 2008, poco dopo aver pubblicato Braid, altro famosissimo titolo del panorama dei videogiochi indipendenti. Il successo di Braid ha permesso a Blow di assumere un Team per la realizzazione di The Witness. Per progettare la struttura dell'isola, il team ha fatto affidamento alle idee di architetti ed architetti paesaggistici.
Durante la pandemia Covid19 del 2021 ha fatto parte del pacchetto "Play At Home", 10 giochi gratuiti nel PlaystationStore, per allietare le giornate dei videogiocatori.

## Modalità di gioco
The Witness è un puzzle game in prima persona dalla struttura veramente basilare. Tramite i tasti W, S, A, D della tastiera o l'analogico si impersona un personaggio senza nome che si ritrova ad esplorare un'isola particolarmente complessa ed intricata. Divisa in undici sezioni, l'isola è interamente esplorabile sin da subito e questo consente al giocatore l'assoluta libertà di scelta in merito agli enigmi disseminati in aree opportunamente selezionate. Una volta completata un'area di enigmi, apparirà un dispositivo d'oro che proietterà un raggio verso l'area finale del gioco, ovvero una montagna che darà al giocatore la possibilità di esplorare l'isola dall'interno. Gli enigmi presenti in The Witness sono atipici e disparati, ma la maggior parte di essi ruota intorno all'essere risolti in sequenza. Blow stesso garantisce che sarà una sfida impegnativa per la maggior parte dei giocatori che si ritroveranno a risolvere gli enigmi nell'isola.
L'obiettivo finale del game director è proprio quello di lasciare al giocatore qualcosa in grado di migliorarlo dal punto di vista ludico. Infatti, una volta risolto un enigma, indipendentemente dal numero di ore o di minuti necessari al giocatore per risolverlo, il gioco risulterà nel complesso più chiaro e comprensibile.
The Witness si presenta come un gioco atipico, dove non è indispensabile la risoluzione di ogni enigma per il completamento. Lo scopo del gioco vero e proprio sta infatti nello scoprire i segreti che l'isola stessa avrà da offrire al giocatore.
Tutti i rompicapo hanno come scopo quello di tracciare un percorso attraverso un labirinto, partendo da un punto di partenza rappresentato da un cerchio, per poi concludere con un segmento dall'estremità arrotondata.
La difficoltà sta nel trovare la giusta combinazione ed il giusto punto di partenza, oltre che nel risolvere il puzzle rispettando tutte le caratteristiche necessarie.

## Sviluppo
The Witness venne annunciato nel 2009, dopo che Jonathan Blow distribuì Braid. Inizialmente il titolo sarebbe dovuto uscire nel Natale del 2011, ma il progetto divenne particolarmente ambizioso e complesso. Il progetto nacque dall'idea di Blow a proposito di un gioco che l'aveva colpito molto quando era studente universitario, ovvero Myst.
In un'intervista, Blow dichiarerà che: "The Witness ha finito per essere un gioco molto più grande di quanto ho pensato", aggiungendo "Una delle nostre scelte è stata quella di ridurlo. Avremmo potuto liberarci di molte cose che volevamo fare, rendere il mondo più piccolo, ridurlo su dettagli unici e luoghi unici e iniziare a riutilizzare le cose per costruire tanta roba. Avremmo potuto decidere di non fare il nostro motore e utilizzare semplicemente Unity o qualcosa del genere ".
Nel 2010, prima che Blow fondasse Thekla Inc e prima di comprendere appieno la portata completa di The Witness, ha messo segretamente il gioco in una cabina presso l'Expo di Penny Arcade, con il solo scopo di far provare una versione embrionale del titolo.
Inizialmente in uscita per Xbox 360 e Playstation 3, The Witness slittò alla generazione successiva di console a causa della limitata potenza delle macchine in termini hardware.
Nel 2013, Blow ed il suo team diffusero delle informazioni relative al contratto stipulato con Sony che prevedeva il lancio di The Witness in esclusiva temporanea per Playstation 4.
Questo diede al piccolo team l'opportunità di sfruttare le potenzialità della nuova generazione. Come dirà in seguito Blow: "Alcune persone in Sony avevano davvero apprezzato il gioco e continuavano a tenersi in contatto con noi, il che ci ha portato ad assistere ai loro meeting con gli sviluppatori per PlayStation 4, entrare in possesso di un kit di sviluppo e cominciare a giocarci. Al momento non dispongo di canali di comunicazione con nessuno in Microsoft e non siamo stati messi a parte della loro nuova console, tuttavia i nostri tecnici preferiscono le specifiche di PlayStation 4 a quello che si vocifera sarà l'hardware di Durango. Inoltre ci piace l'idea alla base della console Sony, che ruota attorno ai giochi, rispetto a quella che sembra sarà la posizione di Microsoft."
Lo sviluppo dei 677 puzzles fu completato nei primi mesi del 2015 e questo diede al team tempo per rifinire il titolo aggiungendo qualche ritocco in termini di texture, modelli e design in vista dell'uscita per console Sony l'anno seguente.
The Witness venne annunciato anche per Xbox One nella seconda metà del 2016. Nonostante le differenze tecniche, il gioco ha mantenuto la sua identità.
Sembra che una versione per IOS sia ancora in fase di sviluppo e richieda al team parecchio lavoro in quanto modificherà parte delle modalità di gioco.

## Accoglienza
Nella prima settimana sono state vendute circa 100.000 copie per un incasso di 5 milioni di dollari., superando le vendite di Braid in un anno dalla sua commercializzazione.